# 倪耘
倪耘（？—1864年），字芥孙，号小圃，石门（今浙江崇德）人。
方薰外甥。生年不详，工於書法，師法梁同书。亦善繪畫，師法恽寿平。咸丰八年（1858年）與黄鞠、包栋、周闲、陶洪结社於虎丘白公祠。上海博物馆藏有《花果草虫图册》。